# Campigneulles-les-Petites

Campigneulles-les-Petites este o comună în departamentul Pas-de-Calais, Franța. În 1 ianuarie 2022 avea o populație de 529 de locuitori.